# 基尔斯琴·尼尔森
基尔斯琴·米歇尔·尼尔森（英語：Kirstjen Michele Nielsen，1972年5月14日—），美国律师，第6任美国国土安全部长。她是美国总统唐纳德·特朗普的前任白宫办公厅首席副主任，并在约翰·凯利担任国土安全部长期间担任其幕僚长。 
尼尔森于2017年12月5日被任命为国土安全部长。在被任命之后，尼尔森实施了特朗普政府的家庭分离政策。她于2019年4月7日提交辞呈，三日后卸任。